# J. Bradford DeLong

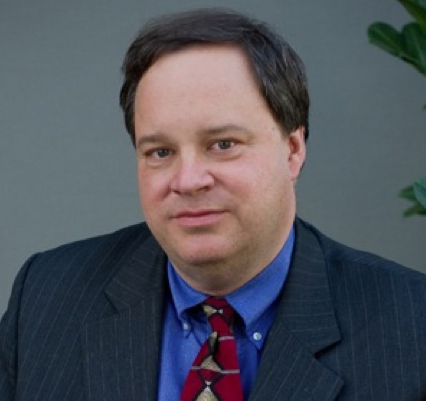
J. Bradford DeLong (2010)

J. Bradford DeLong (James Bradford „Brad“ DeLong; * 24. Juni 1960 in Boston) ist ein US-amerikanischer Wirtschaftswissenschaftler an der University of California, Berkeley und ehemaliger Stellvertreter des damaligen US-Finanzministers Lawrence Summers.

## Leben
1987 wurde er an der Harvard University zum Ph.D. promoviert. Vor seinem Wechsel an die University of California (1993 als außerordentlicher Professor, seit 1997 Vollprofessur) lehrte er an der Boston University, in Harvard und am Massachusetts Institute of Technology.
DeLong lebt in Lafayette, einer Vorstadt von Berkeley und ist mit Ann Marie Marciarille verheiratet.

## Arbeit

### Politisch
DeLong ist Gastwissenschaftler an der Federal Reserve Bank of San Francisco und Mitglied des National Bureau of Economic Research, einer Forschungsorganisation, die sich auf die amerikanische Wirtschaft spezialisiert hat.
Als ein Beamter im Finanzministerium unter Clintons Regierung arbeitete er am Budget für das Jahr 1993 mit. Des Weiteren beteiligte er sich an der Uruguay-Runde, einer im Rahmen des GATT durchgeführten Welthandelsrunde, am Nordamerikanischen Freihandelsabkommen NAFTA, am (erfolglosen) Reformversuch des Gesundheitswesens sowie an anderen politischen Aufgabenstellungen. DeLong gilt sowohl als neoliberal (und betrachtet sich auch selbst als Neoliberalen und Vertreter der Neoklassik), als auch als gesellschaftlich liberal im amerikanischen Sinn. DeLong betrachtet trotz seiner wirtschaftspolitischen Ausrichtung allerdings NAFTA heute kritisch und sprach sich als Reaktion auf die Finanzkrise ab 2007 für eine mehr nachfrageorientierte Wirtschaftspolitik aus. In einem Interview mit dem Standard führte er aus:
„Es gibt drei Gründe, warum die USA sich besser machen, seit sie den Nordatlantik vor einigen Jahren in die Krise gestürzt haben. Erstens haben die USA die Konjunktur stärker gestützt, das ist wohl der größte Unterschied, wieso es für die USA besser läuft. Zweitens haben die USA eine lockerere Geldpolitik betrieben… Die Effekte sind da, sie sind aber relativ gering … Das Dritte ist das strukturelle Anpassungsproblem in der Peripherie in Europa. Bis 2008 waren deutsche und niederländische Sparer gewillt, große Risiken in Spanien, Italien und Griechenland einzugehen. Diese Bereitschaft ist jetzt nicht mehr da.“
2009 forderte er in einem offenen Brief an den Kanzler seiner Universität die Entlassung eines Kollegen, des Jura-Professors John Yoo.

### Medial
DeLong ist Mitherausgeber der Economists’ Voice und des Wirtschaftsmagazins Journal of Economic Perspectives. Des Weiteren ist er Autor der zweiten Auflage des Lehrbuches Macroeconomics, einer wissenschaftlichen Abhandlung über die Makroökonomie, die er zusammen mit Martha Olney herausbrachte. Außerdem schreibt er monatliche syndizierte op-ed Kolumnen für Project Syndicate, einer internationalen Vereinigung von 367 Zeitungen in 140 Ländern. Er betreibt oder beteiligt sich an Weblogs wie Brad DeLong’s Semi-Daily Journal, Shrillblog und Egregious Moderation. Dort befasst er sich mit politischen, wirtschaftlichen und technischen Problemen und der Berichterstattung in den Massenmedien.

## Veröffentlichungen
Zu den wichtigsten Veröffentlichungen seiner akademischen Laufbahn zählen:
- In Zusammenarbeit mit Andrei Shleifer, Lawrence Summers und Robert Waldmann: Noise Trader Risk in Financial Markets. (PDF; 109 kB) In: Magazin über Wirtschaftspolitik, Dezember 1989
- In Zusammenarbeit mit Andrei Shleifer: The Stock Market Bubble of 1929: Evidence from Closed-End Funds. (PDF; 100 kB) In: Magazin über die wirtschaftliche Geschichte, Februar 1990
- In Zusammenarbeit mit Lawrence Summers: Equipment Investment and Economic Growth. (PDF; 213 kB) In: Jedes Quartal erscheinendes Magazin über Wirtschaftswissenschaften, August 1990
- Productivity and Machinery Investment: A Long-Run Look. (PDF; 122 kB) In: Magazin über die wirtschaftliche Geschichte, September 1991
- In Zusammenarbeit mit Barry Eichengreen: The Marshall Plan: History’s Most Successful Structural Adjustment Programme. (PDF; 145 kB) In: Wirtschaftlicher Wiederaufbau und Lehren für den Osten, Oktober 1991
- In Zusammenarbeit mit Andrei Shleifer: Princes and Merchants: European City Growth before the Industrial Revolution. (PDF; 99 kB) In: Magazin über Rechts- und Wirtschaftswissenschaften, März 1992
- Keynesianism, Pennsylvania Avenue Style: Some Economic Consequences of the Employment Act of 1946. (PDF; 65 kB) In: Magazin über wirtschaftliche Perspektiven, November 1995
- America’s Only Peacetime Inflation: The 1970s. (PDF; 100 kB) Dezember 1995; über Inflationsreduzierung
- In Zusammenarbeit mit Christopher DeLong und Sherman Robinson: In Defense of Mexico’s Rescue. März 1996; über Außenpolitik
- In Zusammenarbeit mit Michael Froomkin: Speculative Microeconomics for Tomorrow’s Economy. In: First Monday, Februar 2000
- The Triumph of Monetarism? In: Magazin über wirtschaftliche Perspektiven, 2000; jstor.org
- In Zusammenarbeit mit Barry J. Eichengreen: Between Meltdown and Moral Hazard: The International Monetary and Financial Policy of the Clinton Administration. (PDF; 346 kB) Mai 2001
- Review of Robert Skidelsky (2000), John Maynard Keynes, volume 3, Fighting for Britain. In: Magazin über wirtschaftliche Literatur, Juli 2001
- Productivity Growth in the 2000s. (PDF; 78 kB) In: NBER Macroeconomics Annual, März 2002
- In Zusammenarbeit mit Lawrence Summers: The New Economy: Background, Questions, Speculations. (PDF; 157 kB) 2002; über Wirtschaftspolitik
- In Zusammenarbeit mit Dean Baker und Paul Krugman: Asset Returns and Economic Growth. (PDF; 714 kB) In: Papiere über wirtschaftliche Tätigkeiten, Mai 2005
- Slouching Towards Utopia: An Economic History of the Twentieth Century. Basic Books, London 2022, ISBN 978-1-3998-0341-0-